# Parc national de Zakouma
Pour les articles homonymes, voir AKM.
Le Parc national de Zakouma est situé dans le Sud-est du Tchad, entre Sarh et Am Timan. Il a été créé le 7 mai 1963 par le décret N°086/TEF. Il est actuellement géré par l'ONG African Parks qui y propose des activités de tourisme en plus de la préservation de la faune.
Le parc est entouré par la Réserve de faune de Bahr Salamat.
Zakouma possède un aéroport (code AITA : AKM).

## Histoire
Le parc national de Zakouma est situé sur la rive droite du Bahr Salamat à quelques dizaines de kilomètres à l'ouest de la ville d'Am Timan, dans le sud-est tchadien. Créé en 1963, Zakouma fut le premier parc national au Tchad. Il est entièrement entouré par la Réserve de faune de Bahr Salamat. Zakouma a été négligé pendant la longue période de guerre civile au Tchad, mais un programme de restauration, soutenu par l'Union européenne, a débuté en 1989 et continue actuellement.
En 2010, la gestion du parc est confiée à l'ONG African Parks, qui commencera par rétablir la sécurité en luttant contre les braconniers.

## Écologie
Le parc national de Zakouma figure parmi les derniers écosystèmes soudano-sahéliens encore intacts sur le continent africain. Il présente un relief plat, exception faite de magnifiques inselbergs de granit. Il conserve une partie intégrale de la faune et de la flore de toute la province. Il héberge notamment: girafe du kordofan, antilopes diverses, léopards, guépards, lions, éléphants, buffles, servals, babouins, grues couronnées, marabouts,  etc.  
Les éléphants qui vivent à l'intérieur du parc bénéficient de la protection du gouvernement tchadien, mais ceux qui migrent hors du parc pour fourrager ne bénéficient pas de la même protection assurée par des patrouilles à l'intérieur du parc. Au Tchad, toute chasse à l'éléphant est interdite, et le commerce de l'ivoire a été banni depuis 1989. Une période sombre jusqu'au début des années 2015 où le marché noir était en augmentation, alimenté par un pillage mené par des braconniers qui n'hésitaient pas à massacrer les gardes du parc par patrouilles entières mais aussi tout représentant de l'ordre, s'est achevée par la reconquête du parc et l'implication des populations dans la protection de la nature. 
Au début de 2018, African Parks dénombrait 127 éléphanteaux de moins de cinq ans. En 2011, il n’en avaient compté qu’un seul. La population d'éléphants a maintenant dépassé 559 individus et est en augmentation pour la première fois depuis une décennie.

## Réintroduction des rhinocéros
Le 4 mai 2018, Africain Parks et les autorités tchadiennes ont réintroduit six rhinocéros noir, espèce disparue au Tchad depuis le début des années soixante-dix,.
Entre mi-octobre et début novembre 2018, quatre des six rhinocéros sont morts par une «mauvaise adaptation des rhinocéros à leur nouvel environnement» selon les dires des responsables de l'ONG chargée de la gestion de ces rhinocéros.
Le 25 mars 2025, des braconniers ont abattu les deux rhinocéros restants et emporté leurs trophées. Cet acte a fait l'objet d'une condamnation de la part de plusieurs associations de défense de l'environnement, qui l'ont qualifié de crime. En réponse à cette situation, le gouvernement tchadien a annoncé la mise en œuvre d'un plan d'action visant à identifier et à poursuivre les braconniers,,.

## Tourisme
Plusieurs raisons peuvent attirer les visiteurs dans ce parc national, notamment la possibilité de faire des safaris en véhicules tout-terrain, d'observer les oiseaux, de faire des balades en bateau sur les rivières du parc et des randonnées guidées dans la nature. Les amateurs de photographie y trouveront également un cadre idéal pour capturer la beauté et la faune dans leur état naturel,,.
Le parc national de Zakouma a été nommé l'un des endroits les plus agréables à visiter en 2019 par le TIME Magazine dans son classement annuel des «The World’s 100 Greatest Places of 2019». Son évaluation repose sur la qualité, l’originalité, la durabilité, l’innovation et l’influence. Le parc Zakouma a été sélectionné par des experts comme l'une des nouvelles destinations remarquables à travers le monde,.

## Menaces
Le parc national de Zakouma est confronté à un problème de braconnage. Entre 2005 et 2006, la population d'éléphants a diminué de 22 %, passant de 3 900 à 3 042 spécimens. Le déclin s'est ensuite accentué brutalement, passant de 940 individus en 2008 à seulement 620 en 2009. En 2010, le nombre d'éléphants a été divisé par dix en raison du braconnage. Le gouvernement a pris plusieurs initiatives pour protéger le parc contre le braconnage,,.
En février 2014, à l'occasion du cinquantenaire du parc national de Zakouma, une tonne d'ivoire saisie à des braconniers a été incinérée. Cette action avait pour but de décourager les braconniers et de montrer la détermination des autorités à lutter contre le braconnage. La cérémonie est présidée par le président de la République Idriss Déby .
En 2017, African Parks, l'organisme en charge de la gestion du parc national de Zakouma, a organisé des formations militaires pour les gardes forestiers afin de lutter contre le braconnage.
Le 12 janvier 2025, trois girafes, dont deux mâles et une femelle, ont été abattues par des braconniers dans les villages de Nahala et Khach-Khacha, situés à environ 35 kilomètres d’Amtiman, dans la province du Salamat. Les agents forestiers ainsi que la Garde nationale et nomade du Tchad  ont tenté d'intercepter les braconniers. Cela a conduit à une fusillade au cours de laquelle trois personnes ont trouvé la mort : deux braconniers et un soldat de la brigade mobile de protection de l'environnement.
Le 25 mars 2025, des braconniers ont abattu deux rhinocéros et emporté leurs trophées.
Le 29 mars 2025, le ministre de l'Environnement, Hassan Bakhit Djamouss, a suspendu plusieurs responsables du parc national de Zakouma pour défaillance dans la surveillance.

## Galerie

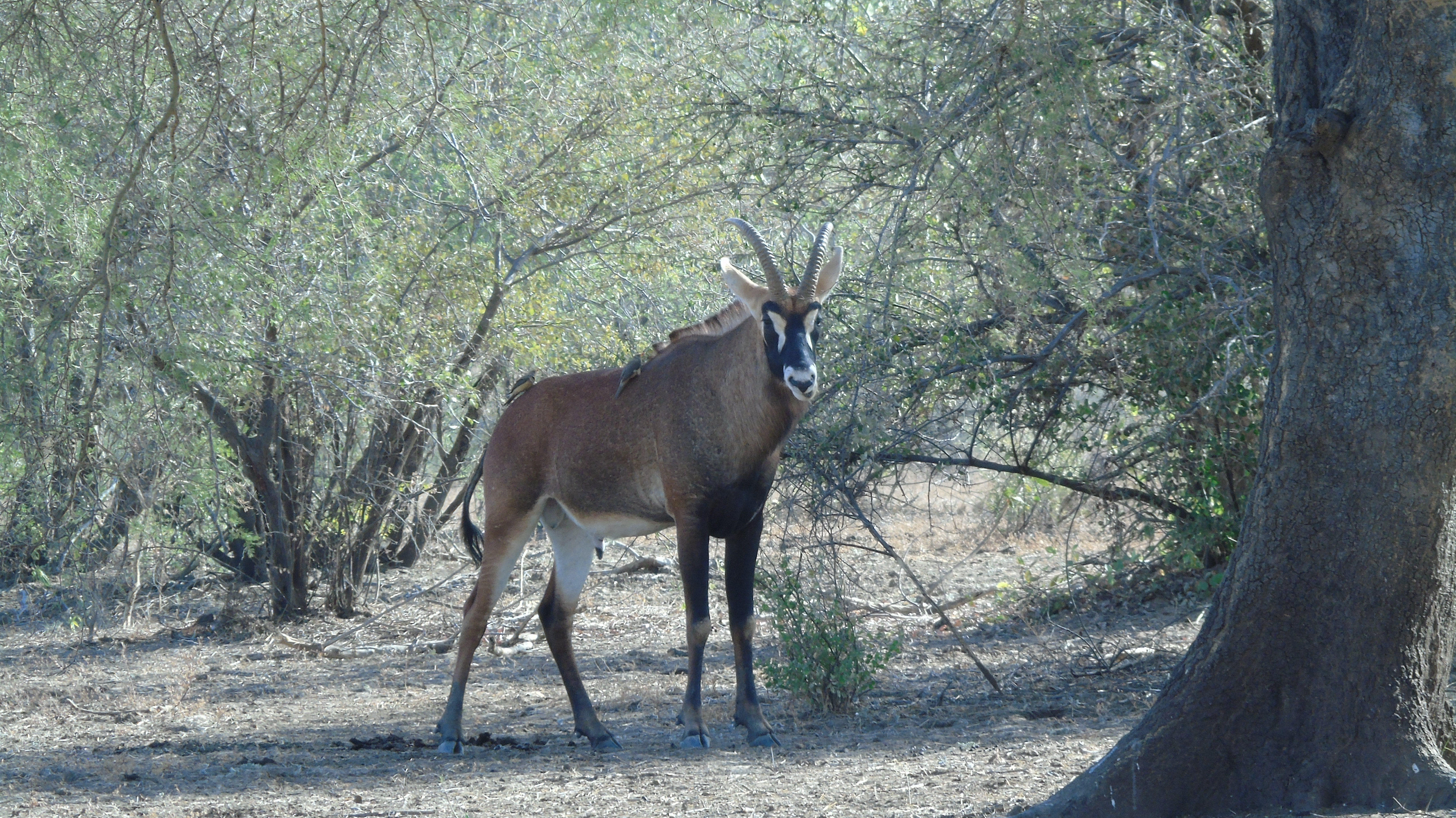
Antilope Cheval
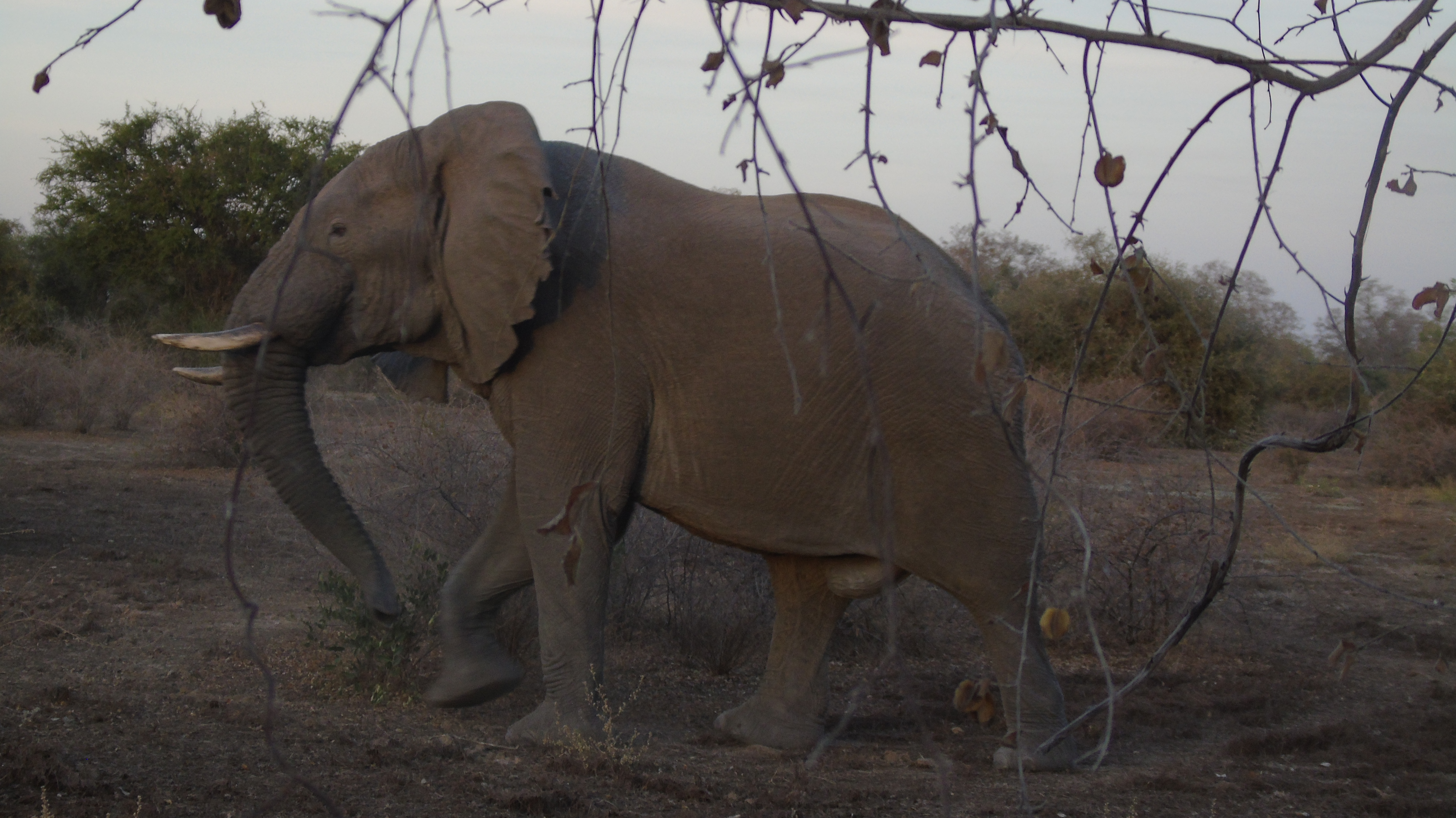
Elephant au Parc national de Zakouma
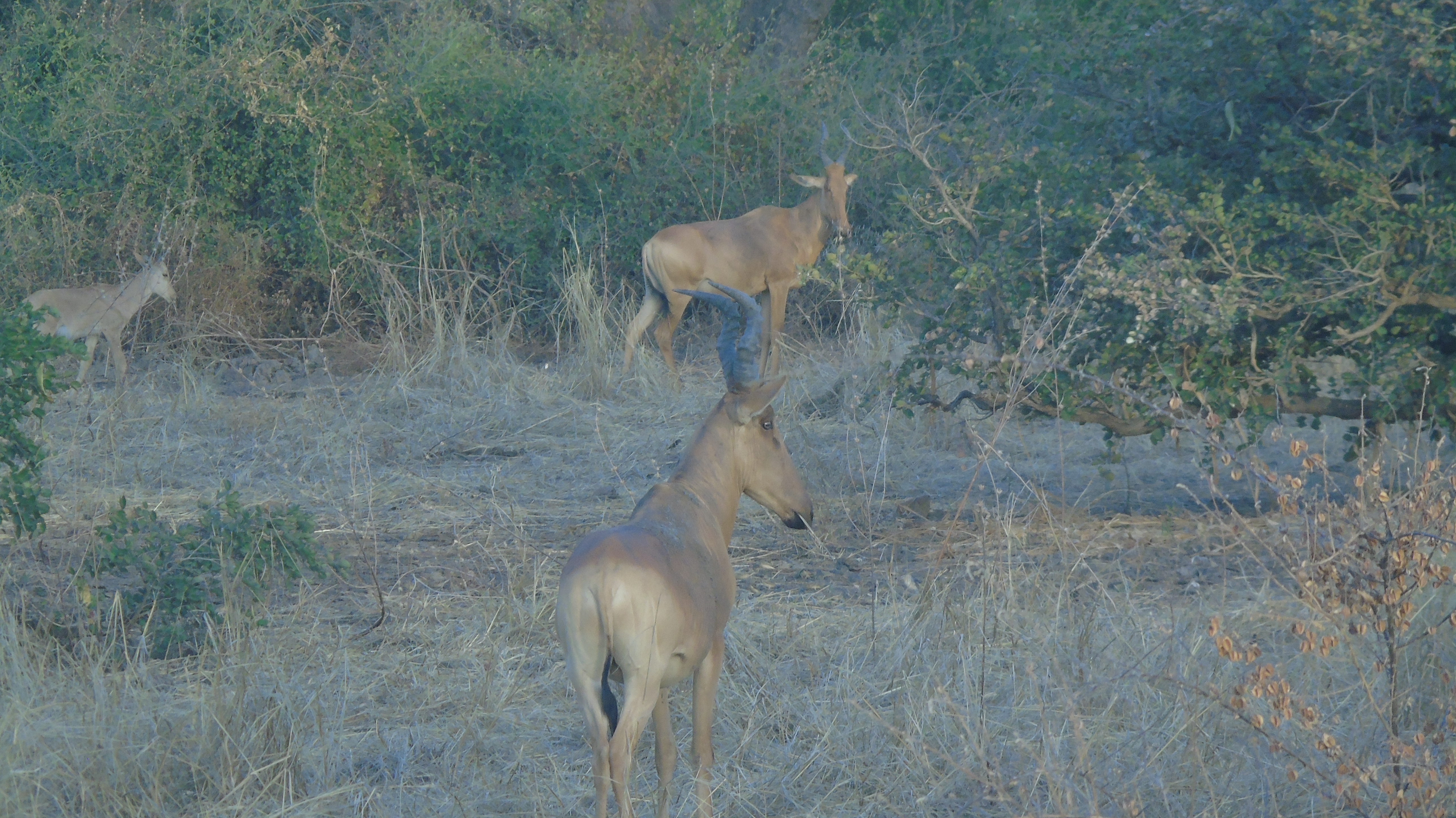
Antilope Bubale
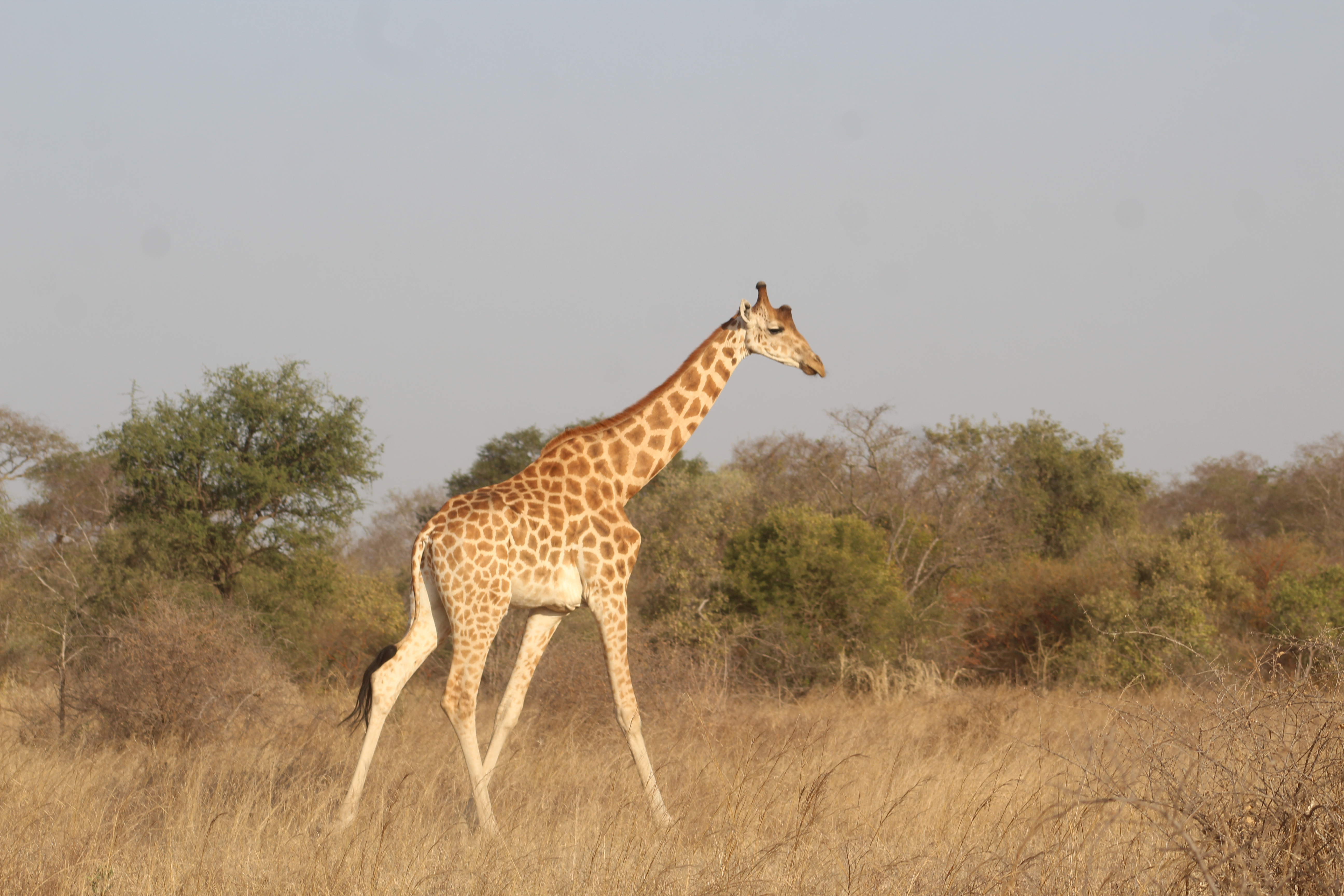
Girafe du parc national de Zakouma en 2019
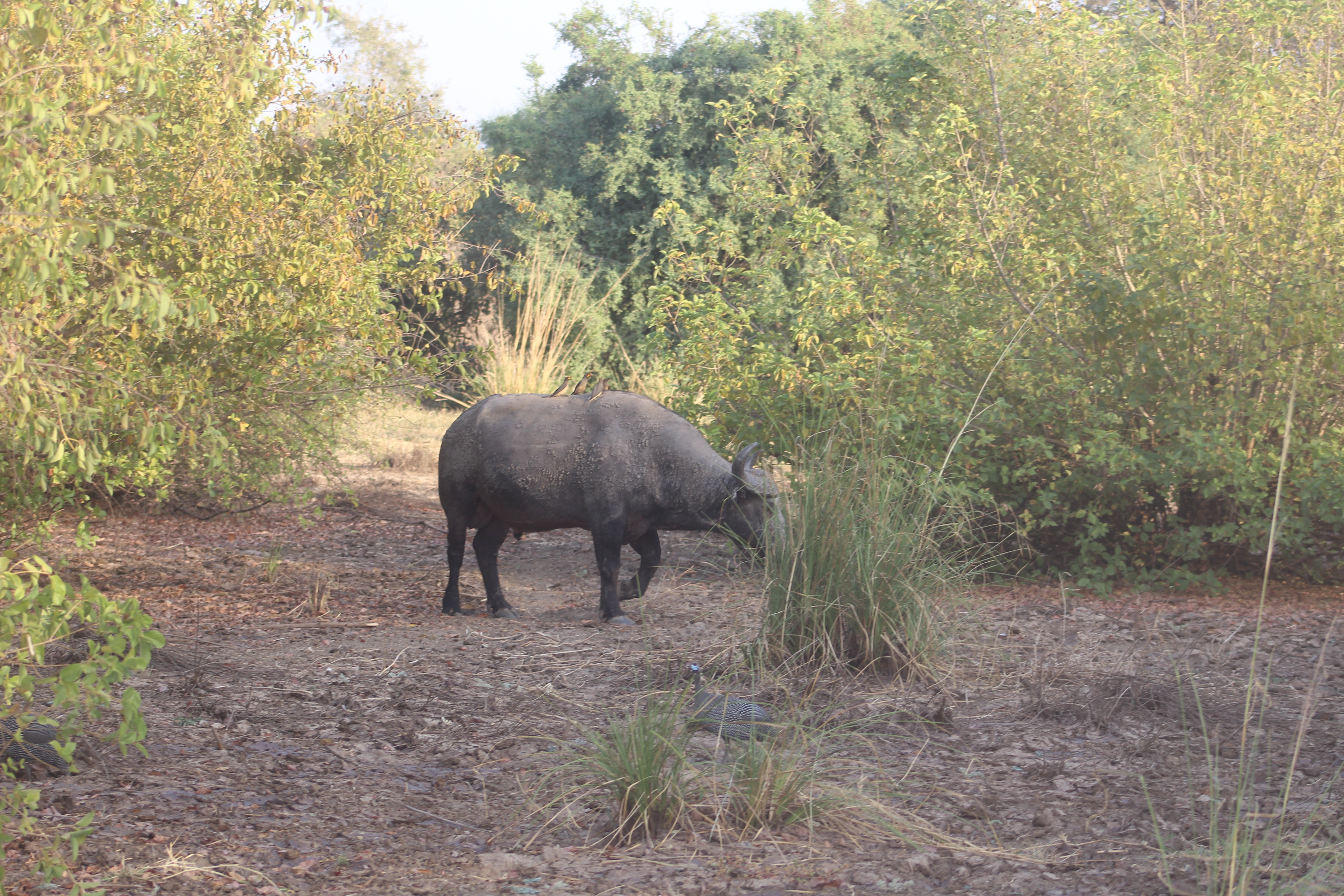
Buffle solitaire au Parc national de Zakouma
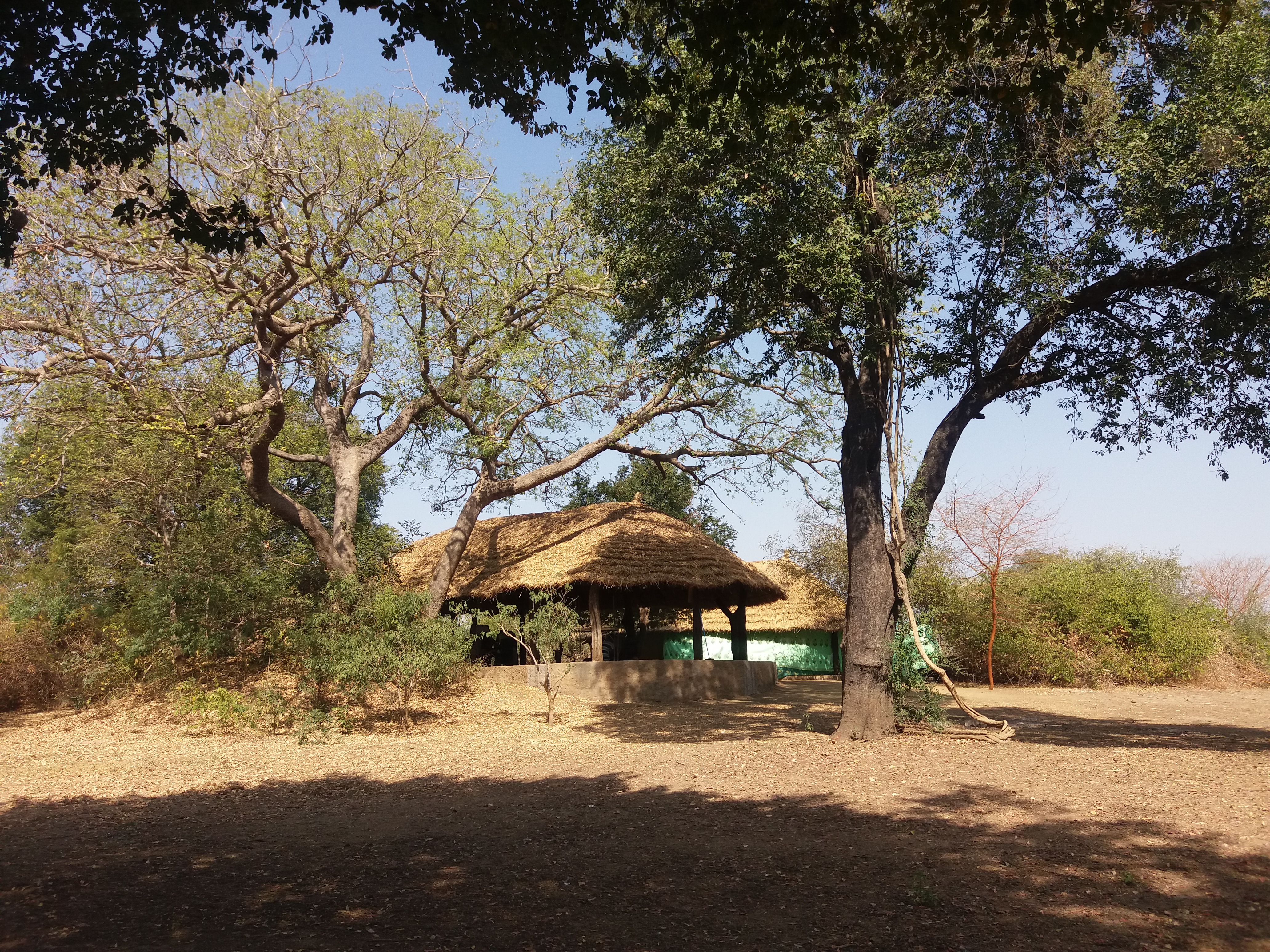
Vue sur un camp visiteur à Zakouma